# Etzenricht
Etzenricht er en kommune i Landkreis Neustadt an der Waldnaab i Regierungsbezirk Oberpfalz i den tyske delstat Bayern. Den er en del af Verwaltungsgemeinschaft Weiherhammer.

## Geografi
Omkring Etzenricht langs floden Haidenaab, er der talrige små, fiskerige søer, som lystfiskere kan få adgang til med et lokalt fiskekort.